# Жан-Ерик Верн
Жан-Ерик Верн (роден на 25 април 1990 г. в Понтоаз, Франция) е френски пилот от Формула 1. Състезава се за отбора на Скудерия Торо Росо, негов съотборник е Даниел Рикардо. Той е най-известен със спечелването на Формула 3 през 2010 г. и спечелването на Формула Рено.

## Кариера

### Картинг
Верн започва да кара картинг на 4-годишна възраст в картинг верига на баща му близо до Париж. През 2001 г. става френски шампион за деца. Три години по-късно завършва втори в друг шампионат, както и през 2005 г.

### Формула Рено 1.6 и 2.0
През 2007 г. Верн се присъединява към френската Формула Рено поредица, която печели при първия си опит с 10 подиума от 13 състезания. В края на сезона става член на известния отбор на Ред Бул.
През следващия сезон Верн се състезава в двете Еврокъп Формула Рено 2.0 и Формула Рено 2.0 Западна Евро купа. В първата надпревара завършва 6-и, а в Западната – 4-ти.

### Формула 3
През 2010 г. Верн преминава в британската Формула 3 с отбора на Карлин. Взима 12 победи в първите 24 състезания, което е достатъчно за спечелването на титлата 6 кръга преди края.
Освен във Формула 3, Верн взима участие и във Формула Рено 3.5 серии. Въпреки че участва само в няколко състезания, Верн успява да завърши на 8-о място в шампионата.

### Формула 1
За първи път Верн се качва на болид от Формула 1 през юли 2010 г. в болида на Ред Бул. През септември 2010 г. е обявено, че ще кара за Торо Росо в пред-сезонните тестове. В първия ден на теста той даде 7-о време след 93 обиколки. На втория ден, Верн завърши 9-и само на 0.030 секунди зад Уилямса на новия ГП2 шампион Пастор Малдонадо.
През август 2011 г., по време на белгийския Гран при уикенд беше потвърдено, че Верн в първите тренировъчни сесии за Торо Росо по-късно през сезона. Отборът след това потвърди, че той ще участва в три от последните четири състезания. Верн дава 11-о най-бързо време на свободните тренировки в Абу Даби.

#### Торо Росо (от 2012 г.)
На 14 декември 2011 г. беше официално потвърдено, че Верн ще се състезава за отбора на Торо Росо през сезон 2012 със съотборник Даниел Рикардо. Сезонът започна с 11-о място в Австралия, а в следващото състезание в Малайзия записва и първите си точки след невероятното 8-о място в условия на дъжд. До края на сезона записва още три 8-и места и завършва сезона на 17-а позиция с 16 точки.